# Vive USA
Vive USA es un programa de televisión chileno de tipo docu-reality, emitido por Mega y presentado por Fernando Godoy, Luis Jara, Patricia Maldonado, José Miguel Viñuela y Giancarlo Petaccia. Se estrenó el día domingo 9 de enero de 2011.

## Formato
Fernando Godoy, Luis Jara, Patricia Maldonado, José Miguel Viñuela y Giancarlo Petaccia viajaron a distintas ciudades de Estados Unidos para realizar un docureality sobre sus atracciones turísticas en locaciones como Las Vegas, Memphis, San Francisco y Los Ángeles.

## Destinos
| Programa | Fecha de emisión      | Título                                              |
| -------- | --------------------- | --------------------------------------------------- |
| 1        | 9 de enero de 2011    | El inicio de la aventura                            |
| 2        | 16 de enero de 2011   | El encuentro                                        |
| 3        | 23 de enero de 2011   | Confesiones en Vive USA                             |
| 4        | 30 de enero de 2011   | Larga vida a Elvis en Vive USA                      |
| 5        | 6 de febrero de 2011  | Vive USA llegó hasta la ex cárcel de Alcatraz       |
| 6        | 13 de febrero de 2011 | Vive USA estuvo en las fiestas de Las Vegas y Hawái |
| 7        | 20 de febrero de 2011 | Todos a viajar con Vive USA                         |

## Audiencia
| 1 | Domingo | 9 de enero    | 22:02 - 23:12 | 11,9 | Quinto  | [ 3 ] |
| 2 | Domingo | 16 de enero   | 22:00 - 23:28 | 9,4  | Noveno  | [ 4 ] |
| 3 | Domingo | 23 de enero   | 22:11 - 23:42 | 7,2  | Noveno  | [ 5 ] |
| 4 | Domingo | 30 de enero   | 22:10 - 23:35 | —    | —       | —     |
| 5 | Domingo | 6 de febrero  | 23:51 - 01:26 | 9,2  | Octavo  | [ 6 ] |
| 6 | Domingo | 13 de febrero | 23:53 - 01:26 | 8,9  | Séptimo | [ 7 ] |
| 7 | Domingo | 20 de febrero | 23:56 - 01:35 | —    | —       | —     |